# Lars Poulsen
Lars Poulsen (ur. 16 czerwca 1959 w Kopenhadze) – duński polityk, przedsiębiorca i prawnik, od 1986 do 1989 poseł do Parlamentu Europejskiego II kadencji.

## Życiorys
W 1986 ukończył studia prawnicze na Uniwersytecie Kopenhaskim, uzyskując tytuł cand.jur. Zaangażował się w działalność polityczną w ramach Konserwatywnej Partii Ludowej, od 1981 do 1983 kierował jej młodzieżówką Konservativ Ungdom. W 1984 kandydował do Parlamentu Europejskiego, mandat uzyskał 13 października 1986 w miejsce Poula Møllera. Przystąpił do frakcji Europejscy Demokraci, należał do Komisji: ds. Kwestii Prawnych i Praw Obywatelskich, ds. Rozwoju i Współpracy oraz Komisji Budżetowej. Od 1989 pracował jako konsultant biznesowy i menedżer projektów w agencji reklamowej. Od 1993 prowadzi własne przedsiębiorstwo z branży PR-u i lobbingu Waterfront Communication A/S, zajął się też doradztwem.